# Hotel Salzburger Hof
Hotel Salzburger Hof är ett hotell i Bad Gastein, Österrike. Hotellet uppfördes 1889–1907 av den italienske byggmästaren Angelo Comini. Hotellet, som är beläget 1 066 meter över havet, har 360 bäddar och ägs sedan 1989[källa behövs] av den svenska resegruppen STS Alpresor. Företaget äger också ett flertal andra hotell i området.
I hotellet ligger även Restaurang Ritz där många välkända kockar såsom Fredrik Eriksson, Melker Andersson, Erik Lallerstedt och Ulf Wagner gjort gästspel.
Hotellet har lyxrenoverats och är sedan 2008 sammanbyggt med grannfastigheten Hotel Wildbad, byggt 1892, även detta uppfört av byggmästaren Angelo Comini. STS Alpresors hotell, som inkluderar Gisela, Post, Eden Rock, Reineke, Goethehof, Villa Orania m fl har sammanlagt ca 900 bäddar,  är öppna året runt och erbjuder skidturister på vintern och vandringsturister på sommaren en förstklassig hotellstandard med inriktning på spa- och kurbehandlingar.[källa behövs]Hotellet ägs till 100% av Österrikes generalkonsul, civ ek Olle Magnusson.